# A226-os autópálya (Németország)
Az A226-os autópálya (németül: Bundesautobahn 226) egy autópálya Németországban. Hossza 5 km.